# Eleição para governador da Califórnia em 2003

Resultado do recall, verde condados onde a maioria votoram sim, vermelhos onde a maioria votaram não

A eleição para governador do estado americano da Califórnia em 2003 foi realizada em 7 de outubro de 2003, a escolha do governador da Califórnia foi uma eleição especial permitida pela lei estadual chamada recall. Isso resultou na substituição do governador democrata Gray Davis com o republicano Arnold Schwarzenegger. Outros governadores da Califórnia, incluindo Pat Brown, Ronald Reagan, Jerry Brown, Pete Wilson e Gavin Newsom, já enfrentaram tentativas de reconvocar, mas essas tentativas foram frustradas.
Depois de várias colectivas, bem como os esforços processuais não conseguiu pará-lo, a eleição da  recall foi realizada pela primeira vez na Califórnia, sendo realizada em 7 de outubro, e os resultados foram certificados um ano depois, em 14 de Outubro de 2004, fazendo Davis o primeiro governador da história da Califórnia e o segundo da história dos Estados Unidos a ser removido do cargo em consequência    de um recall. A Califórnia é um dos 18 estados que permite o recall.
| Eleição para governador da Califórnia em 2003 (recall) | Eleição para governador da Califórnia em 2003 (recall) | Eleição para governador da Califórnia em 2003 (recall) | Eleição para governador da Califórnia em 2003 (recall) | Eleição para governador da Califórnia em 2003 (recall) |
| Sim - Não                                              | Sim - Não                                              | Sim - Não                                              | Votos                                                  | Percentagem                                            |
| ------------------------------------------------------ | ------------------------------------------------------ | ------------------------------------------------------ | ------------------------------------------------------ | ------------------------------------------------------ |
| Sim                                                    | Sim                                                    | Sim                                                    | 4,976,274                                              | 55.39%                                                 |
| Não                                                    | Não                                                    | Não                                                    | 4,007,783                                              | 44.61%                                                 |
| Votos brancos ou inválidos                             | Votos brancos ou inválidos                             | Votos brancos ou inválidos                             | 429,431                                                | 4.56%                                                  |
| Total                                                  | Total                                                  | Total                                                  | 9,413,488                                              | 100.00%                                                |
| Votação Total                                          | Votação Total                                          | Votação Total                                          | 61.20%                                                 | 61.20%                                                 |